# Edewalle
Edewalle is een dorp dat in deelgemeente Handzame ligt, in de West-Vlaamse gemeente Kortemark. Edewalle is gelegen op de weg van Kortemark naar Koekelare en grenst aan de gemeente Ichtegem. Het dorpje heeft nog het oude Vlaamse karakter.
Er is een café, enkele kleine handelszaken (een bakkerij en een frituur), een basisschool en een kerk, de Onze-Lieve-Vrouw-Hemelvaartkerk. De grootste commerciële trekpleister is echter het 12.000 m² grote winkelcentrum Verthus, dat al decennialang als "legerstock" bekendstaat in de volksmond. Deze winkel is gelegen in het gehucht Bescheewege.
Het Poelkemveld en Edewallebos, waar o.a. de rode eekhoorn, buizerd en sperwer voorkomen, worden beheerd door het Agentschap Natuur en Bos.

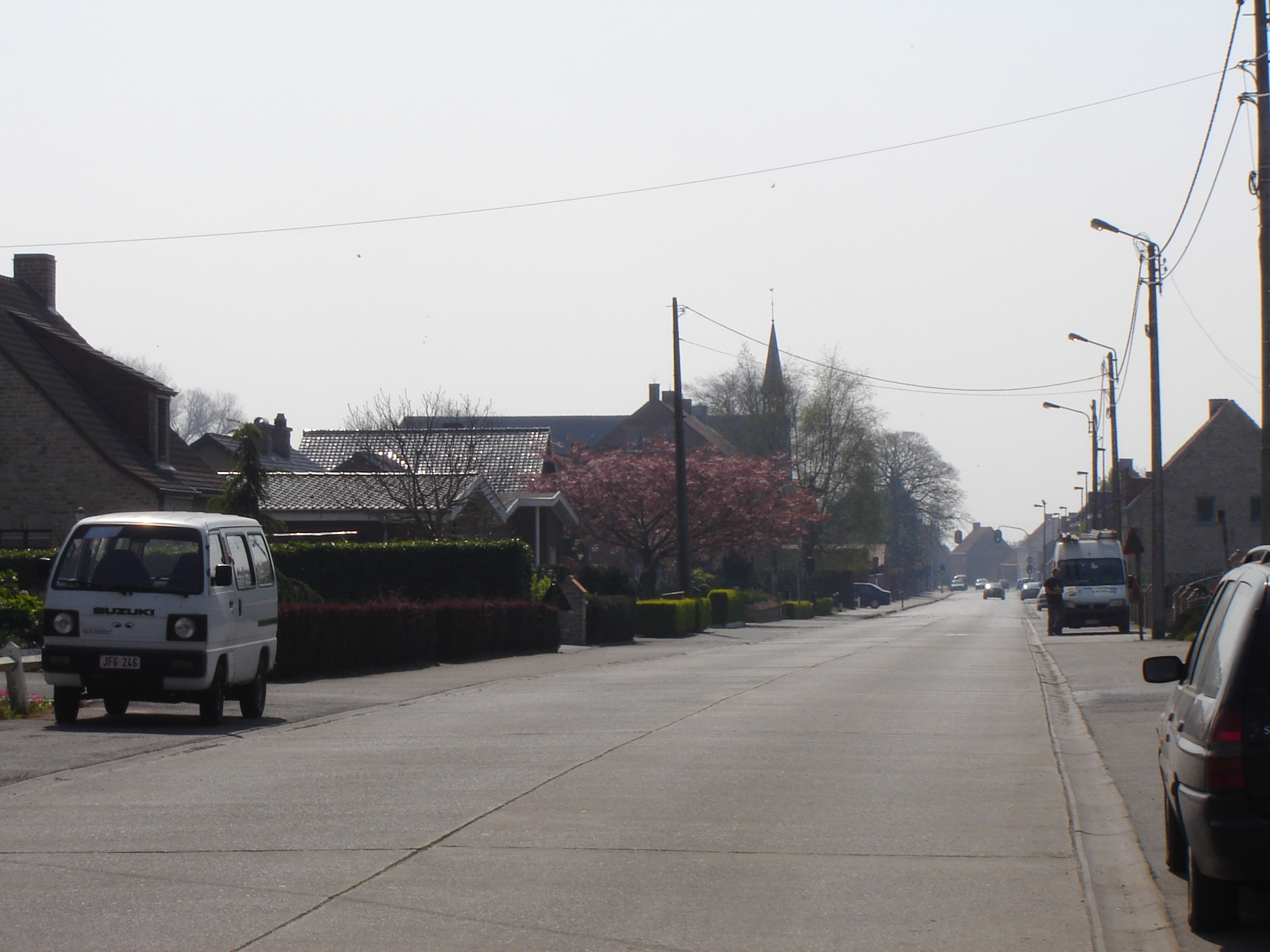
Edewalle, aan de Pastoor D. Vanhautestraat
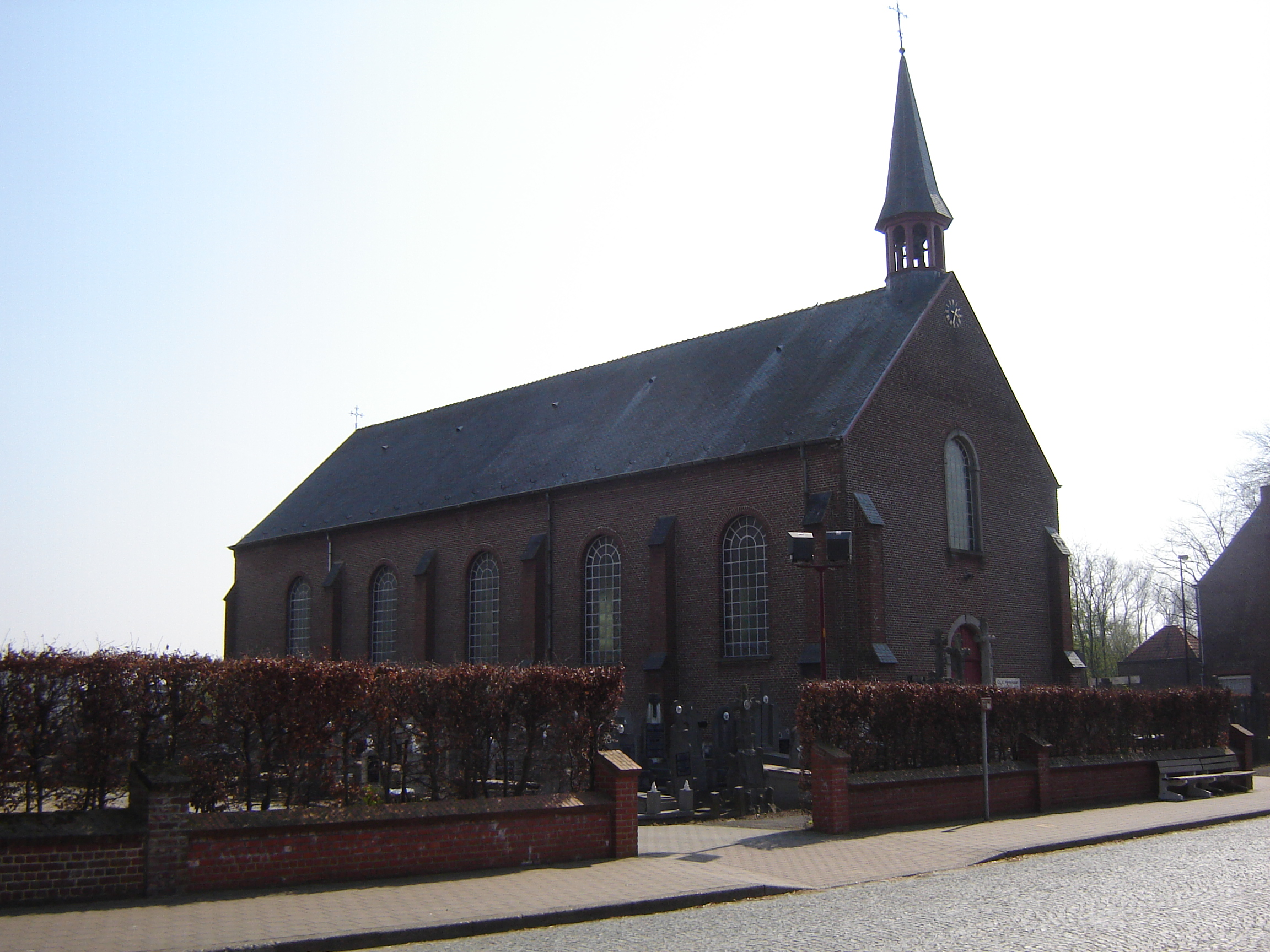
Onze-Lieve-Vrouw Hemelvaartkerk

## Nabijgelegen kernen
Werken, Handzame, Kortemark, Bovekerke, Koekelare